# Tonowo (Białoruś)
Tonowo (biał. Тонава, Tonawa; ros. Тоново, Tonowo) – wieś na Białorusi, w obwodzie mińskim, w rejonie stołpeckim, w sielsowiecie Rubieżewicze.

## Historia
W Rzeczypospolitej Obojga Narodów leżało w województwie mińskim, w powiecie mińskim. Odpadło od Rzeczypospolitej w 1793, w wyniku II rozbioru.
Pod zaborami oraz w II Rzeczypospolitej wieś i folwark. W XIX i w początkach XX w. położone było w Rosji, w guberni mińskiej, w powiecie mińskim, w gminie Rubieżewicze.
W dwudziestoleciu międzywojennym leżało w Polsce, w województwie nowogródzkim, w powiecie stołpeckim, w gminie Rubieżewicze. W 1921 wieś liczyła 619 mieszkańców, zamieszkałych w 102 budynkach, w tym 618 Polaków i 1 Białorusina. 463 mieszkańców było wyznania prawosławnego, 148 rzymskokatolickiego i 8 mojżeszowego. Folwark liczył zaś 54 mieszkańców, zamieszkałych w 2 budynkach, wyłącznie Polaków. 40 mieszkańców było wyznania rzymskokatolickiego i 14 prawosławnego.
Po II wojnie światowej w granicach Związku Sowieckiego. Od 1991 w niepodległej Białorusi.